# Ministère de l'Éducation et de la Recherche (Moldavie)
Le Ministère de l'Éducation et de la Recherche (en roumain : Ministerul Educației și Cercetării) est l'un des quatorze ministères du gouvernement moldave. Le ministère a été fondé le 27 mai 1953. 
En 2017, dans le cadre de la réforme gouvernementale moldave, le Ministère de la Culture a été renommé en Ministère de l'Éducation, de la Culture et de la Recherche et absorba le Ministère de l'Éducation, ainsi que le Ministère de la Jeunesse et des Sports, laissant place à leur successeur légal.

## Ministres
| Numéro | Portrait | Nom                        | Mandat            | Mandat            | Gouvernement              |
| ------ | -------- | -------------------------- | ----------------- | ----------------- | ------------------------- |
| 1      |          | Nicolae Mătcaș             | 6 juin 1990       | 5 avril 1994      | Druc Muravschi Sangheli I |
| 2      |          | Petru Gaugaș               | 5 avril 1994      | 24 janvier 1997   | Sangheli II               |
| 3      |          | Iacob Popovici             | 24 janvier 1997   | 22 mai 1998       | Ciubuc I                  |
| 4      |          | Anatol Grimalschi          | 22 mai 1998       | 21 décembre 1999  | Ciubuc II Sturza          |
| 5      |          | Ion Guțu                   | 21 décembre 1999  | 22 novembre 2000  | Braghiș                   |
| 6      |          | Ilie Vancea                | 22 novembre 2000  | 26 février 2002   | Braghiș Tarlev I          |
| 7      |          | Gheorghe Sima              | 26 février 2002   | 2 juillet 2003    | Tarlev I                  |
| 8      |          | Valentin Beniuc            | 5 août 2003       | 19 avril 2005     | Tarlev I                  |
| 9      |          | Victor Țvircun             | 19 avril 2005     | 31 mars 2008      | Tarlev II                 |
| 10     |          | Larisa Șavga               | 31 mars 2008      | 25 septembre 2009 | Greceanîi I Greceanîi II  |
| 11     |          | Leonid Bujor               | 25 septembre 2009 | 14 janvier 2011   | Filat I                   |
| 12     |          | Mihail Șleahtițchi         | 14 janvier 2011   | 24 juillet 2012   | Filat II                  |
| 13     |          | Maia Sandu                 | 24 juillet 2012   | 30 juillet 2015   | Filat II Leancă Gaburici  |
| 14     |          | Corina Fusu                | 30 juillet 2015   | 30 mai 2017       | Streleț Filip             |
| 15     |          | Monica Babuc               | 26 juillet 2017   | 8 juin 2019       | Filip                     |
| 16     |          | Liliana Nicolaescu-Onofrei | 8 juin 2019       | 14 novembre 2019  | Sandu                     |
| 17     |          | Corneliu Popovici          | 14 novembre 2019  | 16 mars 2020      | Chicu                     |
| 18     |          | Igor Șarov                 | 16 mars 2020      | 9 novembre 2020   | Chicu                     |
| 19     |          | Lilia Pogolșa              | 9 novembre 2020   | 6 août 2021       | Chicu                     |
| 20     |          | Anatolie Topală            | 6 août 2021       | 14 juillet 2023   | Gavrilița Recean          |
| 21     |          | Dan Perciun                | 17 juillet 2023   | En fonction       | Recean                    |